# District de Singrauli
Le district de Singrauli (hindi : सिंगरौली जिला) est un district de l'état du Madhya Pradesh, en Inde.
Singrauli est le 50e district de l'État du Madhya Pradesh en Inde. Le 24 mai 2008 il a obtenu le statut de district grâce à son abondance en ressources minérales, principalement de charbon et de centrales électriques. À la vitesse à laquelle accroit le district de Singrauli cela risque de devenir la capitale indienne de l'énergie.

## Géographie
Au recensement de 2011, sa population compte 1 178 132 habitants.
Son chef-lieu est la ville de Singrauli. 